# Oberea inclusa
Oberea inclusa là một loài bọ cánh cứng trong họ Cerambycidae.